# St. Mariä Himmelfahrt (Pürten)

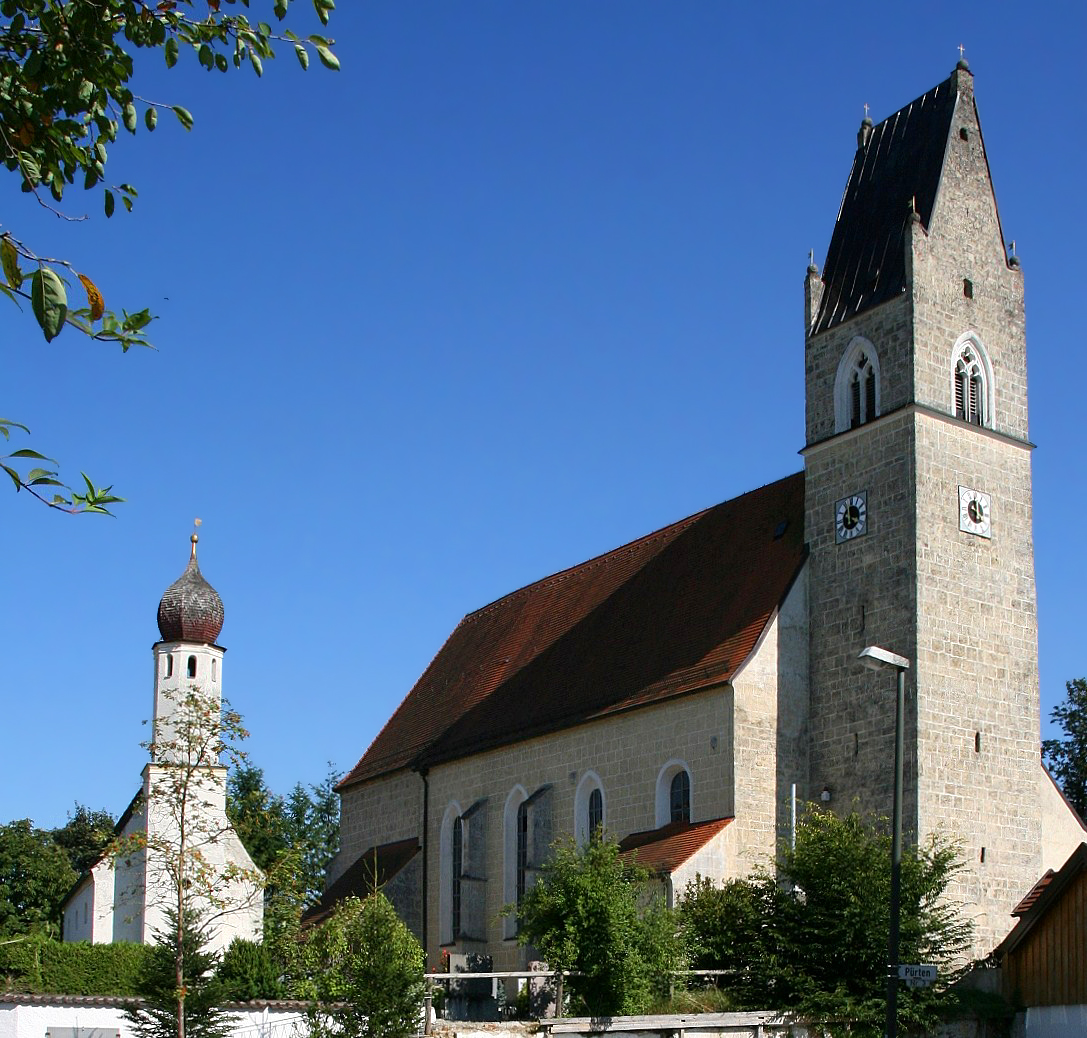
St. Mariä Himmelfahrt, Pürten

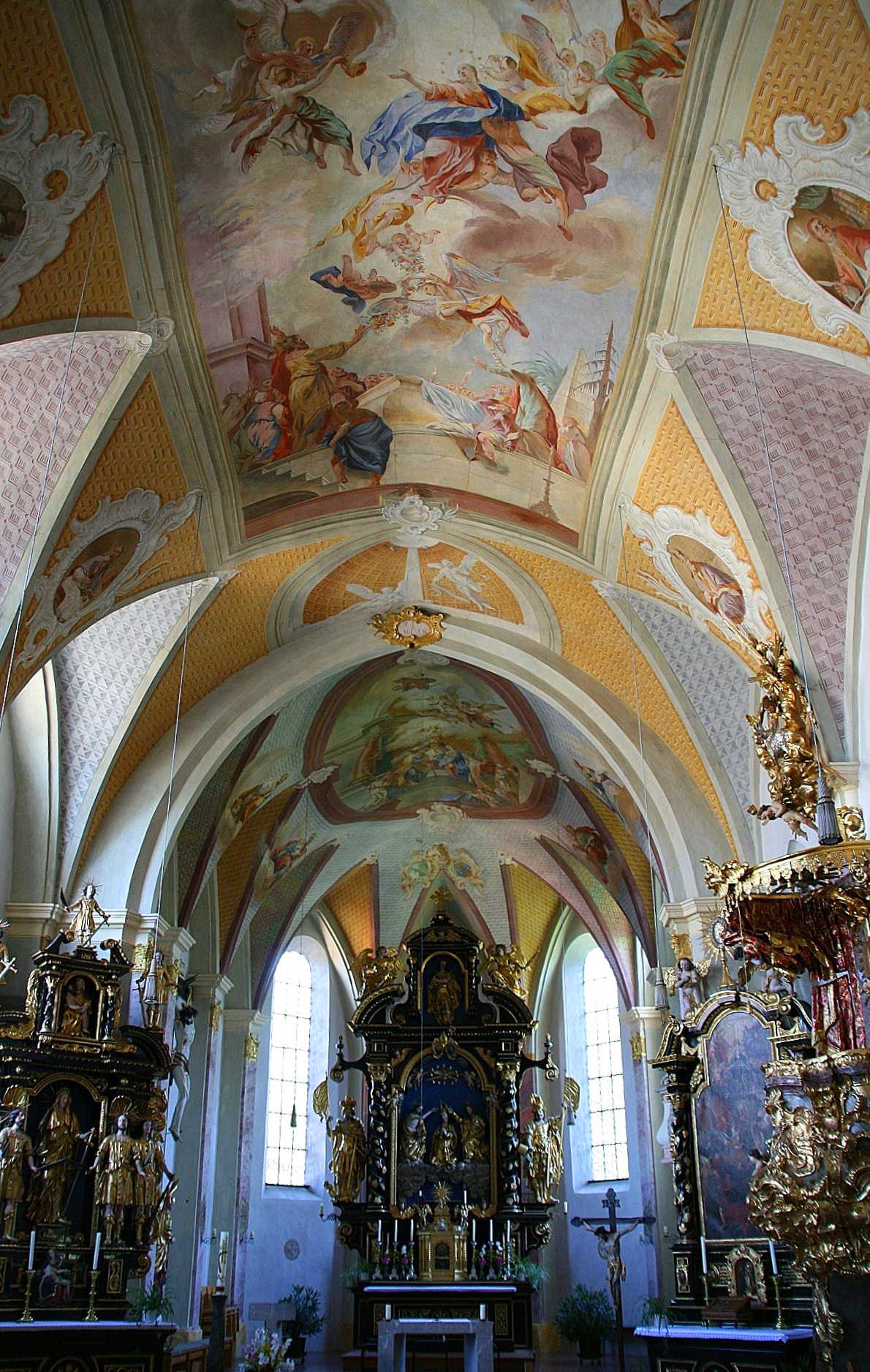
St. Mariä Himmelfahrt, Innenraum

Die Pfarr- und Wallfahrtskirche Mariä Himmelfahrt ist die römisch-katholische Dorfkirche von Pürten, einem Gemeindeteil der Stadt Waldkraiburg in Oberbayern. Sie gehört zum Pfarrverband Waldkraiburg im Erzbistum München und Freising.

## Lage
Die Kirche liegt im so genannten oberen Dorf auf der Kante einer Innniederterrasse. Zusammen mit Friedhof, Friedhofskapelle St. Michael und dem Pfarrhaus bildet sie ein geschlossenes Bauensemble.

## Geschichte
Die erste urkundliche Erwähnung einer Kapelle in Pürten stammt aus dem Jahr 1050. Von 1177 bis 1803 war Pürten inkorporierte Pfarrei des Augustiner-Chorherrenstifts Au am Inn.
Die erhaltene spätgotische Kirche wurde um 1400 errichtet. Vom 14. Jahrhundert bis 1800 war sie Ziel einer bedeutenden Marienwallfahrt mit einem in Europa einzigartigen Wallfahrtskult mit einem heilkräftigen Buch. Es war das Evangeliar der seligen Alta von Pürten (Gräfin Irmingard von Pürten), einer französischen Königstochter. Bei ihrem Tod am 5. Februar 1075 vermachte sie die kostbare Bibel der Kirche. Liehen sich kranke Menschen das Buch aus, gesundeten sie. Das spätkarolingische Evangeliar stammt aus der Reimser Domschreibschule des 9. Jahrhunderts und befindet sich seit 1805 in der Staatsbibliothek München.

## Beschreibung
Zur Ausstattung gehören die Reste eines spätgotischen Flügelaltars, die Wallfahrtsmadonna Sancta Maria speciosa ad portam, ein um 1425 entstandenes Werk des Meisters von Seeon, vier barocke Altäre 1670, 1684, 1688 und 1693 (Seitenaltar der heiligen Felizitas und ihrer sieben Söhne), eine reich geschmückte Rokokokanzel, Deckengemälde von Johann Martin Seltenhorn aus dem Jahr 1757 sowie viele Votivtafeln und lebensgroße Wachsfiguren.
Die Orgel mit 14 Registern stammt aus dem Jahr 1960. Von den vier Kirchenglocken wurden drei 1950 und eine 1925 gegossen. Eine fünfte Glocke von 1418 kann nicht mehr geläutet werden. Sie gilt als eine der ältesten Glocken im Erzbistum.